# The Reckless Sex
The Reckless Sex és una pel·lícula muda dirigida per Alan James i protagonitzada per Madge Bellamy i Wyndham Standing, entre d'altres. Produïda el 1924, la pel·lícula es va estrenar el febrer del 1925.

## Argument
Robert Lanning, un home de Boston propietari d'una finca a Nou Mèxic, a prop de la frontera mexicana, sospita que un dels seus empleats fa contraban d'armes a Mèxic i envia el seu fill que porta el seu mateix nom a investigar. Pel camí, coneix Mary Hamilton, una actriu d'una companyia itinerant que representa La cabana de l'oncle Tom. Mary, que interpreta la petita Eva en la producció, porta encara la disfressa de l'obra per lo que Robert es confon i creu que és una nena i se l'enduu amb ell al ranxo. Finalment, Robert descobreix els traficants i, amb l'ajut dels rurals mexicans els porta davant de la justícia. Robert després descobreix que Mary no és un nen i se n'enamora.

## Repartiment
- Madge Bellamy (Mary Hamilton)
- Wyndham Standing (Carter Trevor)
- William Collier Jr. (Juan)
- Claire McDowell (Concha)
- Johnnie Walker (Robert Lanning Jr.)
- Gertrude Astor (Lucile Dupré)
- Alec B. Francis (Emanuel García)
- Gladys Brockwell (Senyora García)
- David Torrence (Robert Lanning)
- Helen Dunbar
- Walter Long